# Ashburton, Devon
Ashburton este un oraș în comitatul Devon, regiunea South West England, Anglia. Orașul se află în districtul Teignbridge.